# Paradisul spulberat
Paradisul spulberat (spaniolă Lo Imposible)  este un film dramatic din 2012, regizat de Juan Antonio Bayona.

## Subiect
O poveste despre o familie care supraviețuiește tsunami-ului din 2004 din Oceanul Indian.
Maria, Henry și cei trei copii își încep vacanța de iarnă în Thailanda, așteptându-se la câteva zile de relaxare într-un paradis tropical. În dimineața zilei de 26 decembrie, în timp ce familia se afla la piscină, se aude un zgomot asurzitor. Imediat după aceea, un val uriaș se îndreaptă spre toți cei de acolo.
Un film bazat pe povestea reală a unei familii captive, alături de alte mii de străini, în timpul uneia dintre cele mai mari catastrofe naturale din istorie. Teroarea este însă diminuată de compasiunea, curajul și bunătatea oamenilor, în cele mai negre ore din viețile lor.

## Actori
- Naomi Watts in rolul lui Maria Bennett
- Ewan McGregor in rolul lui Henry Bennett
- Tom Holland in rolul lui Lucas Bennett, fiul de 12 ani al celor doi[5]
- Samuel Joslin in rolul lui Thomas Bennett, al doilea fiu al celor doi
- Oaklee Pendergast as Simon Bennett, al treilea fiu al celor doi
- Marta Etura in rolul lui Simone
- Sönke Möhring in rolul lui Karl Schweber
- Geraldine Chaplin in rolul femeii in etate
- Ploy Jindachote
- Jomjaoi Sae-Limh
- Nicola Harrison